# 莱达
莱达（法語：Lédat，法語發音：[leda]）是法国洛特-加龙省的一个市镇，属于洛特河畔新城区。

## 地理
莱达（44°27'15"N, 0°40'4"E）面积12.43 平方千米，位于法国新阿基坦大区洛特-加龍省，该省份为法国西南部内陆省份，北起多爾多涅省，西接吉倫特省和朗德省，南至热尔省，东临塔恩-加龙省和洛特省。
与莱达接壤的市镇（或旧市镇、城区）包括：卡斯讷伊、帕约勒、卡斯泰尔诺-德格拉特康布、洛特河畔新城、比亚斯。

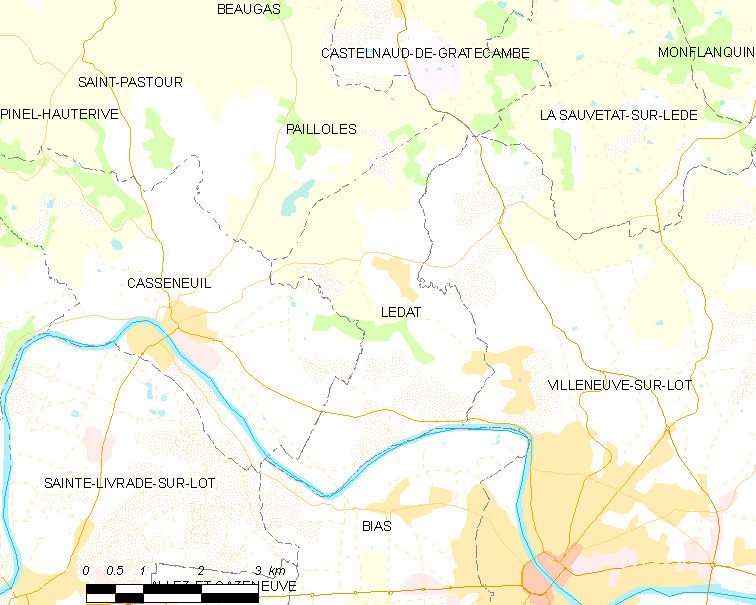
莱达的OSM定位图

莱达的时区为UTC+01:00、UTC+02:00（夏令时）。

## 行政
莱达的邮政编码为47300，INSEE市镇编码为47146。

## 政治
莱达所属的省级选区为洛特河畔新城第一县。

## 人口

1962-2008年间莱达人口变化图示

莱达于2022年1月1日时的人口数量为1430人。